# Karen Lafferty
Karen Lafferty (* 29. Februar 1948 in Alamogordo, New Mexico) ist eine US-amerikanische Sängerin und Musiklehrerin.

## Leben
Lafferty begann im Alter von 6 Jahren Klavier zu lernen. Mit 9 Jahren kam Altsaxophon dazu, mit 13 Oboe. Seit ihrem zwölften Lebensjahr spielt sie Gitarre, die sie hauptsächlich bei ihren Auftritten verwendet.
Lafferty schloss ihr Musikstudium an der Eastern New Mexico University (Hauptfächer Chorleitung und Oboe) 1970 ab. Danach begann sie eine Karriere als Pop-Sängerin.
Rückschläge und Krisen in ihrem privaten Leben brachten die bekennende Christin in der Folgezeit dazu, sich stärker ihrem Glauben zu widmen und ihn zum Mittelpunkt ihres Lebens zu machen. Auch in ihrer Musik thematisierte sie nun ihre Religion und schrieb unter anderem das weltbekannte Lied Seek ye first (das im deutschsprachigen Raum unter den Strophentiteln Gehet nicht auf in den Sorgen dieser Welt (dt. Text: Gabi Schneider, Hans-Jakob Weinz 1974), Ihr seid das Licht in der Dunkelheit der Welt (dt. Text: Winfried Pilz 1982) oder Suchet zuerst Gottes Reich in dieser Welt bekannte Halleluja).
Lafferty leitete 17 Jahre lang in Amsterdam Musicians For Missions International (MFMI), einem Zweig von Jugend mit einer Mission (YWAM). 1996 übersiedelte sie zurück nach Santa Fe, New Mexico, um ihre kranken Eltern zu betreuen.
Lafferty unterrichtet Gitarre, Stimmbildung, Arrangement für Pop-Bands und die Verwendung von Musik in Liturgie und Verkündigung. In den 25 Jahren ihres Wirkens nahm sie 6 Tonträger auf.

## Bekannte Werke
- Father of Lights
- Sweet Communion
- Bird In a Golden Sky
- Asia
- Seek ye first
- Sandyland

## Zitate
“I’m a ‘leap year baby’ Birthday every 4 years so I stay young that way.”

“Although I had been a follower of Christ since a child, it took me going through some personal crisis after university before I feel I was really seeking to live my faith everyday. The Bible verse Matthew 6:33 has been a reflection of the new dedication I made to being a follower of Christ which I made in 1970.”